# جان بروکلهرست، بارون اول رانکسبرو
جان بروکلهرست، بارون اول رانکسبرو (انگلیسی: John Brocklehurst, 1st Baron Ranksborough; ۱۳ مهٔ ۱۸۵۲ – ۲۸ فوریهٔ ۱۹۲۱) سرباز، درباری و سیاستمدار اهل پادشاهی متحد بریتانیای کبیر و ایرلند بود.